# The Tender, The Moving, The Swinging Aretha Franklin
The Tender, The Moving, The Swinging Aretha Franklin es el cuarto álbum de Aretha Franklin editado en agosto de 1962, siendo el segundo disco que lanzaba al mercado ese año, tras The Electrifying Aretha Franklin. Este disco la sumergiría en una gran gira por los escenarios estadounidenses.
- Datos: Q6145317